# Miltonia moreliana
Miltonia moreliana là một loài phong lan có ở Brasil (đông nam Bahia tới miền bắc Espírito Santo).

## Hình ảnh

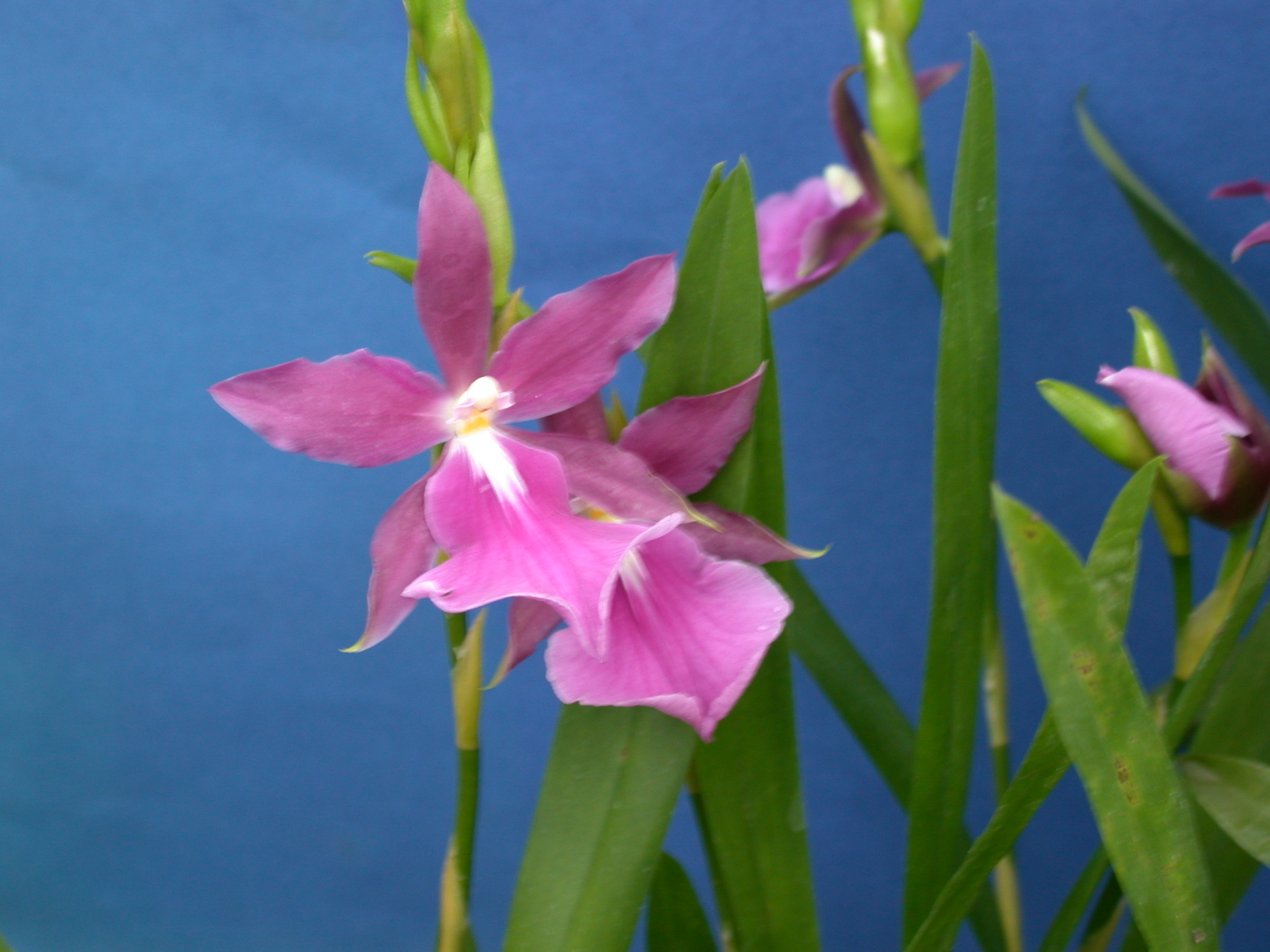
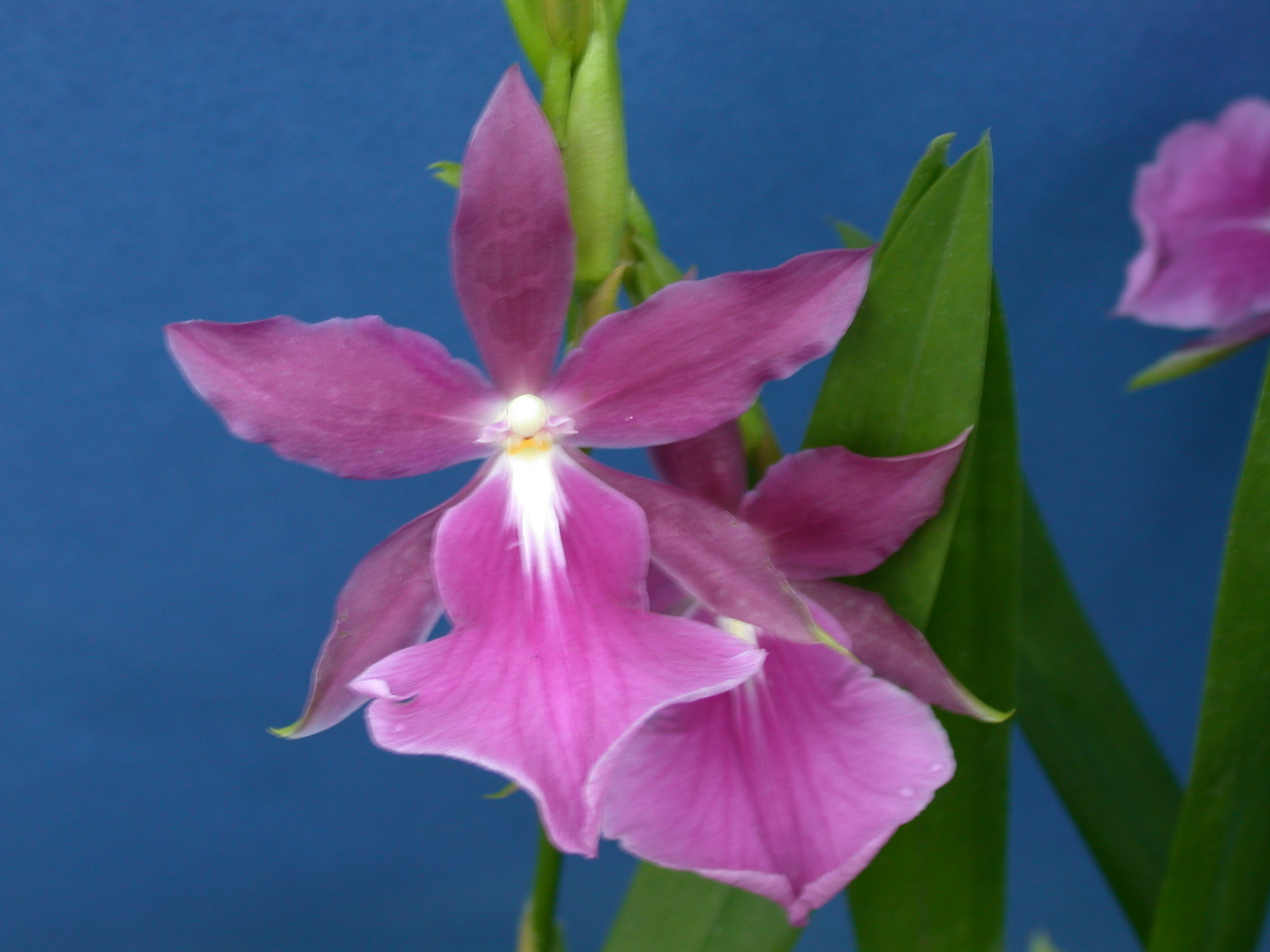
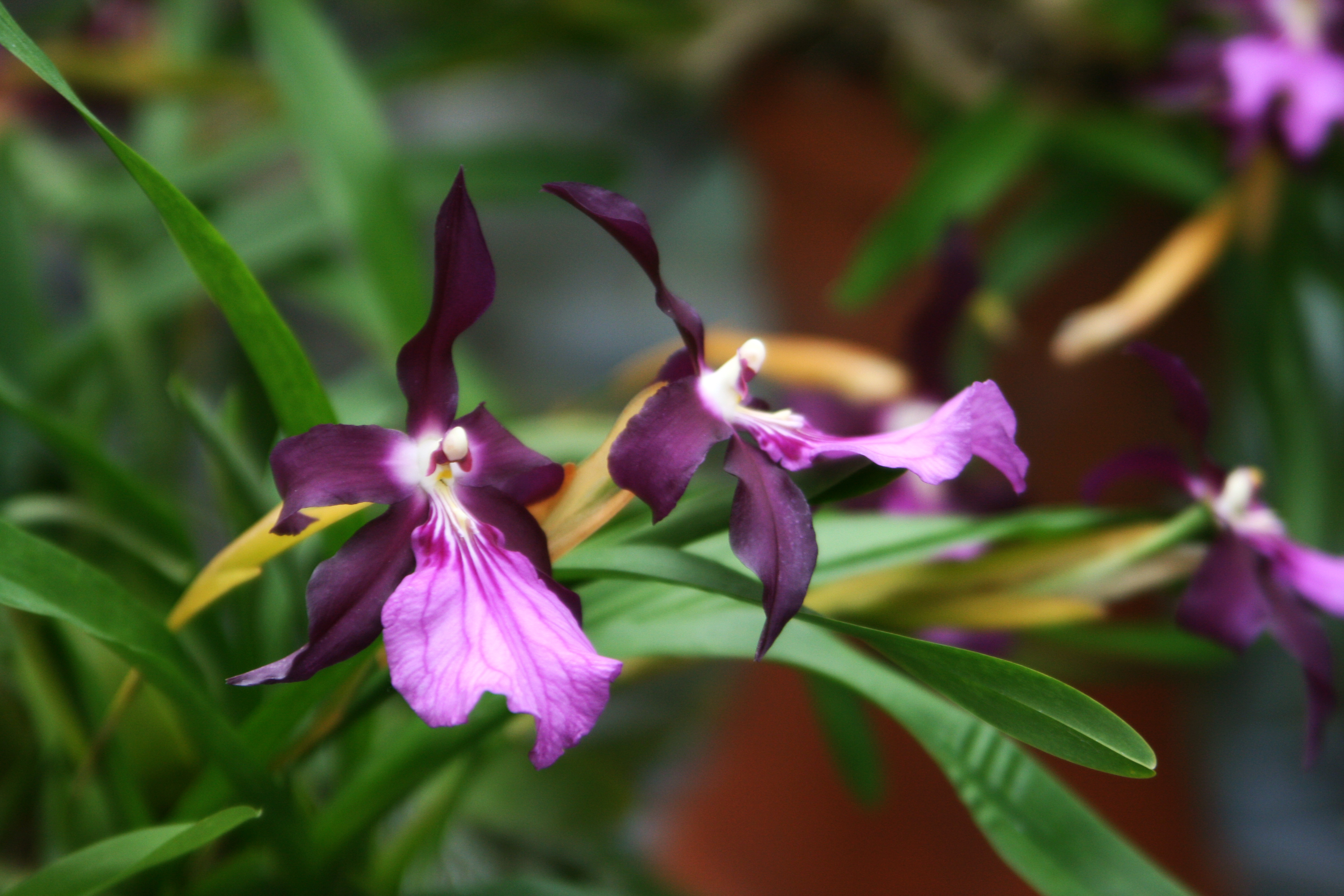
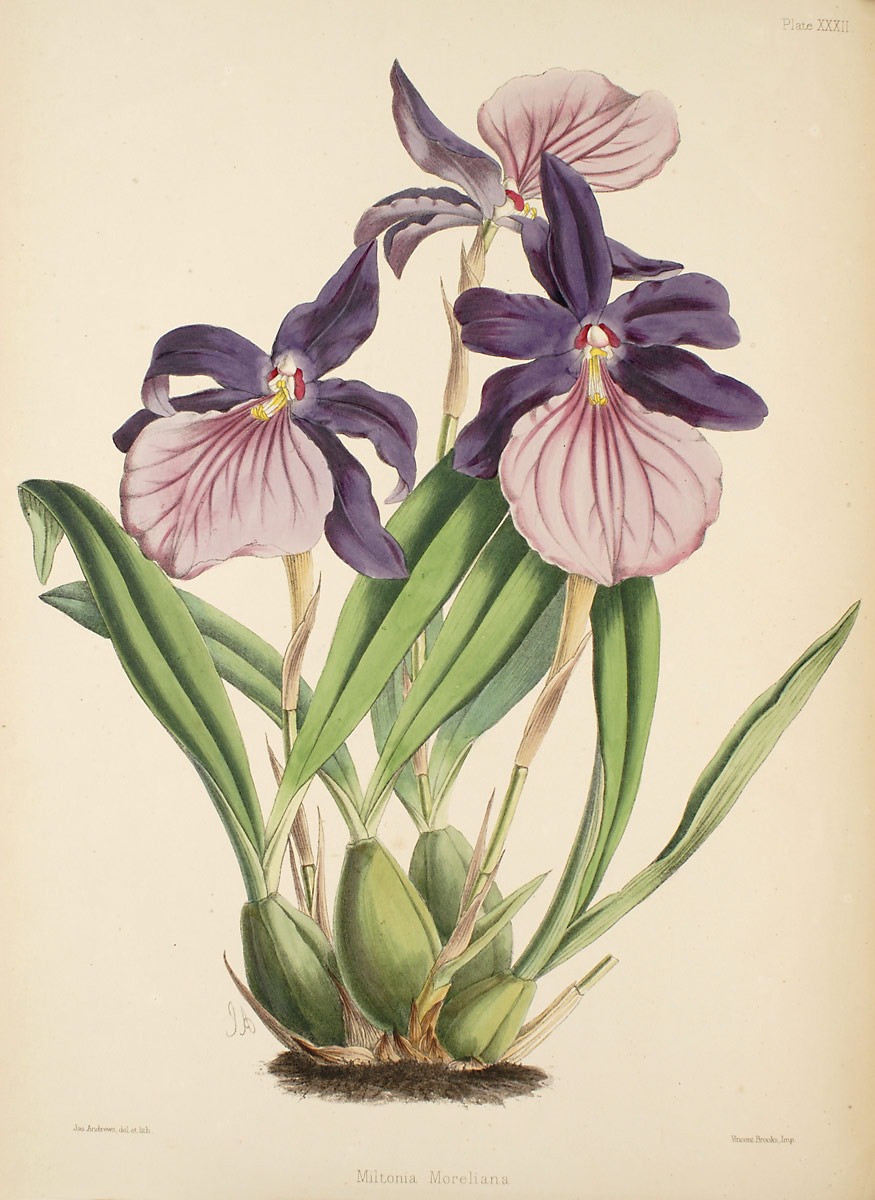